# Accidental Love
Accidental Love és una pel·lícula estatunidenca del 2015 de comèdia romàntica dirigida per David O. Russell i protagonitzada per Jessica Biel, Jake Gyllenhaal, Kirstie Alley, James Marsden i Catherine Keener.

## Argument
L'Alice Eckle (Jessica Biel) accidentalment té un clau al seu cap, per això viatja a Washington D.C. per bregar per una millor atenció mèdica. Un cop allà, s'enamora d'un jove senador, en Howard Birdwell (Jake Gyllenhaal).

## Repartiment
- Jessica Biel: Alice Eckle
- Jake Gyllenhaal: Howard Birdwell
- Kirstie Alley: veterinaria
- James Marsden: Scott
- Catherine Keener: Pam Hendrickson
- James Brolin: senador que s'ennuega amb una galeta
- Paul Reubens: Edwin.
- Olivia Crocicchia: la jove descontenta que ajuda a Alice.
- Tracy Morgan: Keyshawn